# محمدحسین فربود
۷
محمدحسین فربود (متولد ۲۶ بهمن ۱۳۲۲ و درگذشته آذرماه ۱۳۹۸ تهران)، شطرنج‌باز ایرانی و عضو سابق تیم ملی شطرنج ایران می‌باشد، که در سالهای ۱۳۴۵ و ۱۳۴۶ قهرمان شطرنج ایران شد.
وی در قالب تیم ملی شطرنج ایران، سابقه حضور در مسابقات المپیاد شطرنج در سالهای ۱۹۶۲ و ۱۹۶۴ را دارد.